# Ernest-Paul Graber
Pour les articles homonymes, voir Graber.
Ernest-Paul Graber, né le 30 mai 1875 à Travers et mort le 30 juillet 1956 à Lausanne, est une personnalité politique suisse, membre du Parti socialiste suisse.

## Biographie
Ernest-Paul Graber est né le 30 mai 1875 à Travers. Il est le fils de Jean Jacob, un horloger membre de la Société du Grütli, et d'Anna Gammenthaler. 
Après avoir suivi ses études à Neuchâtel, il devient instituteur, d'abord aux Bayards (1892-1900), puis à La Chaux-de-Fonds (1900-1915). Il s'engage d'abord à la Croix-Bleue et à l'Union chrétienne avant de rejoindre le Parti socialiste. Il s'oppose tant aux anarchistes qu'aux communistes. 
En 1915, il est cofondateur et rédacteur du quotidien La Sentinelle. Pendant la Première Guerre mondiale, il critique le soutien socialiste à l'armée et participe à la Conférence de Zimmerwald. Condamné pour ses écrits anti-militaristes au début de la Première Guerre mondiale, il est libéré de prison après une journée d'emprisonnement par une manifestation qui débouchera sur une occupation militaire de La Chaux-de-Fonds. 
Élu au Conseil national comme représentant du canton de Neuchâtel de 1912 à 1943, il préside cette chambre pendant l'année 1929-1930. Il est également membre du comité directeur du Parti socialiste de 1915 à 1917, puis à nouveau de 1919 à 1936. Il est également secrétaire du Parti socialiste en Suisse romande. 
Dans les années 1930, il soutient la fondation du Front antifasciste et, pendant la Seconde Guerre mondiale, s'oppose à la politique suisse vis-à-vis de l'Axe, notamment par rapport à l'accueil des réfugiés et de l'antisémitisme. 
Sa femme, Blanche Vuilleumier, est une militante féministe et socialiste et son fils Pierre, également politicien socialiste, deviendra conseiller fédéral de 1970 à 1978.